# 藍領

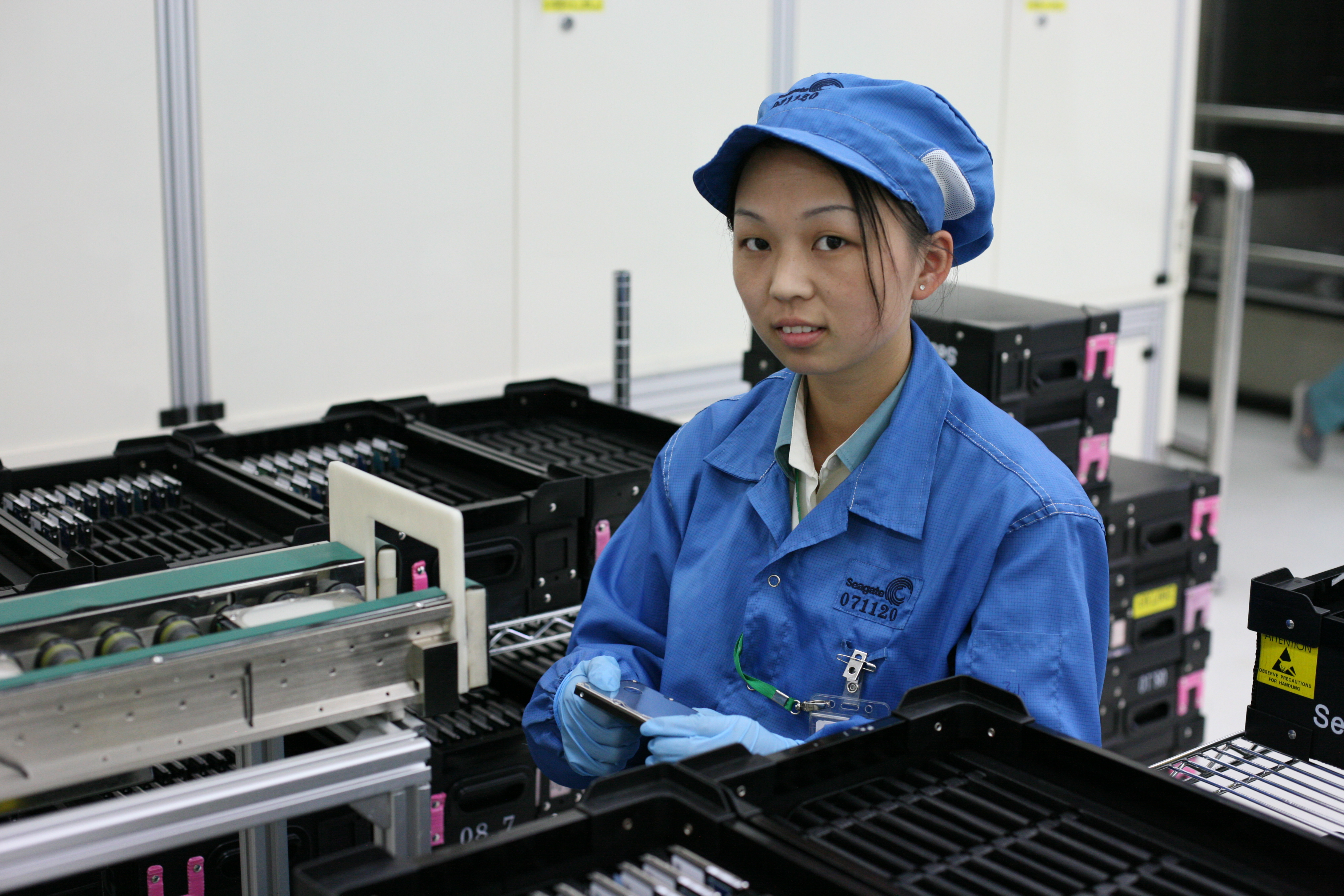
中國希捷硬碟廠的藍衣勞工

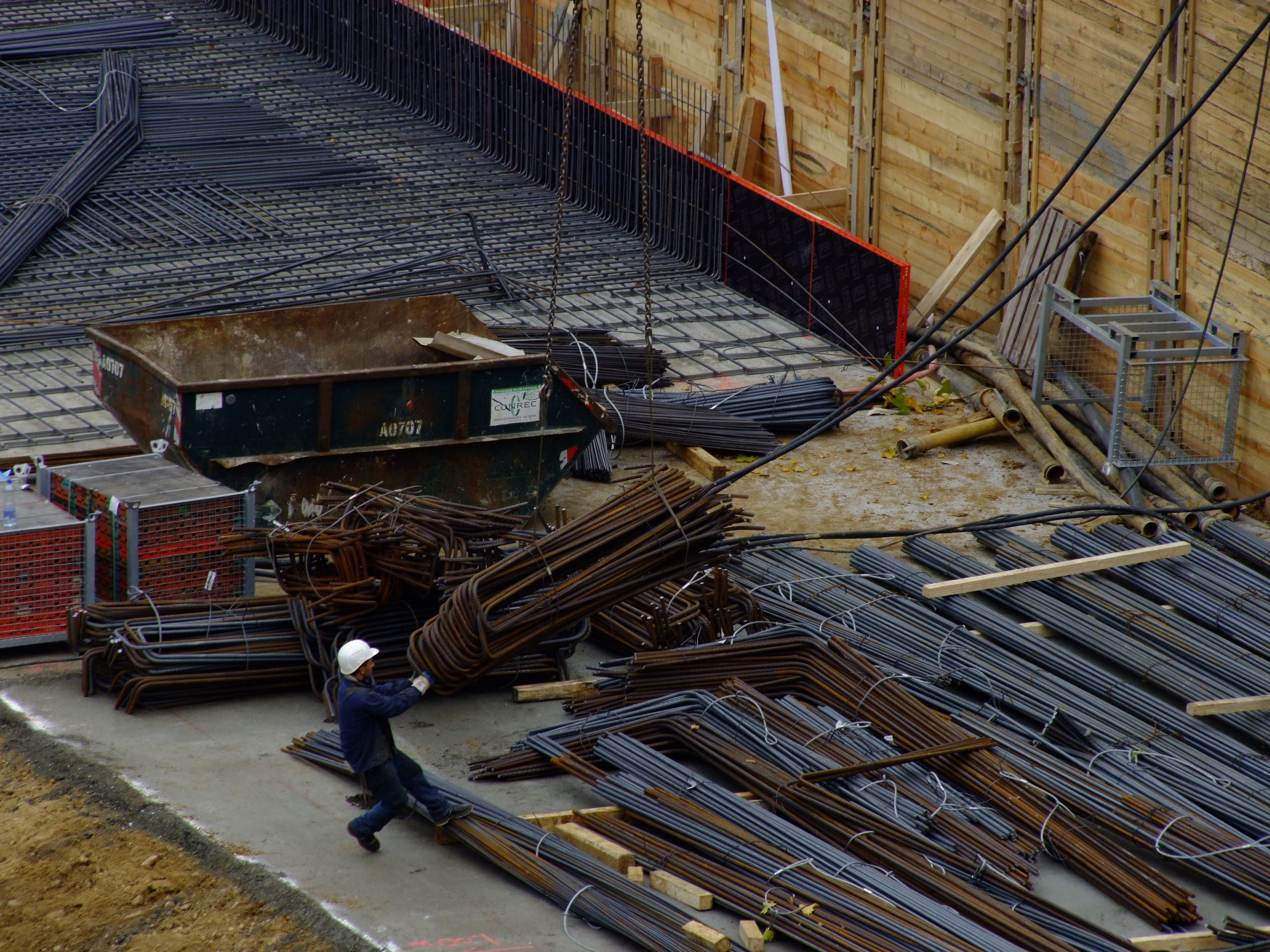
高強度勞動環境的勞工

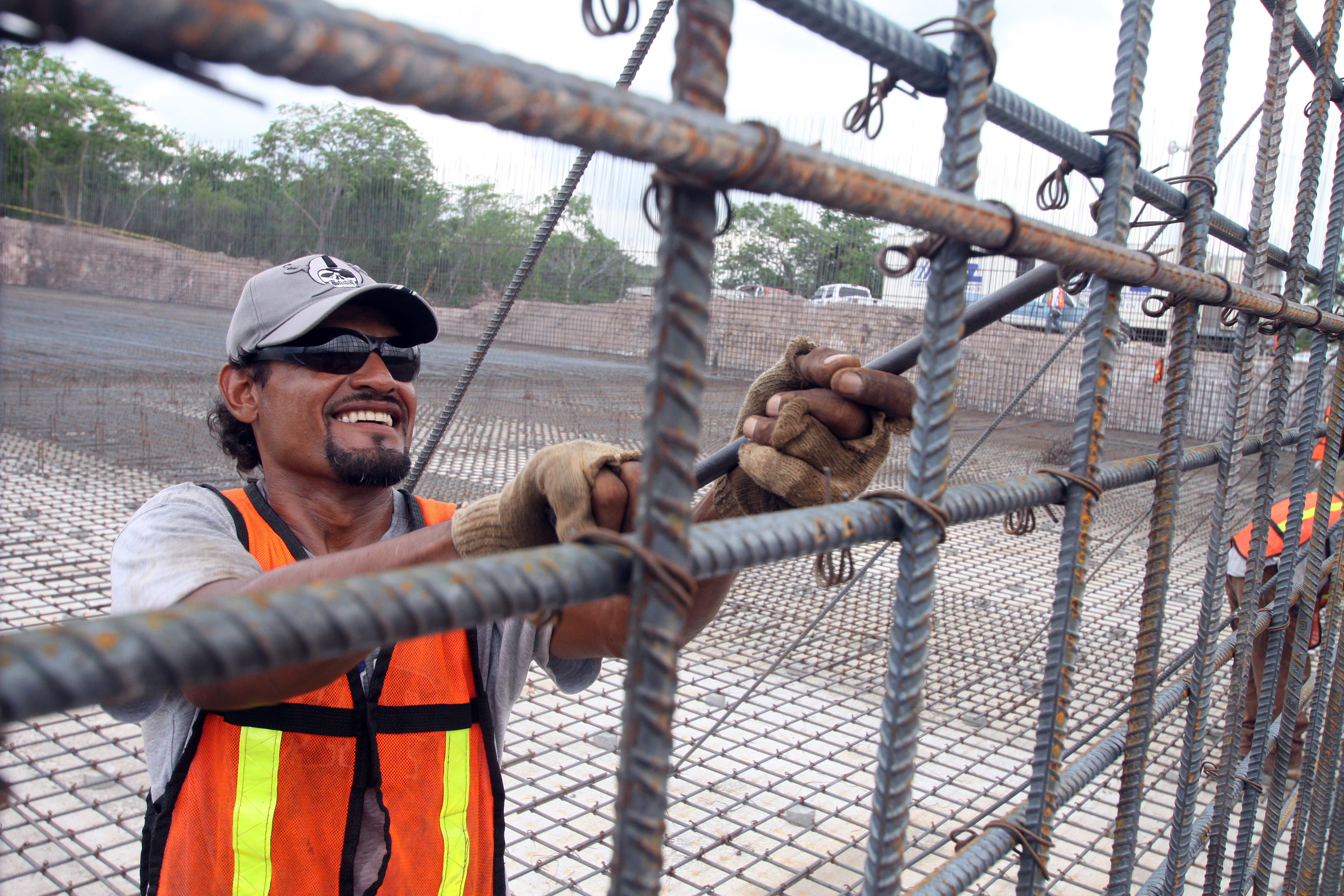
建築勞工在紮鐵

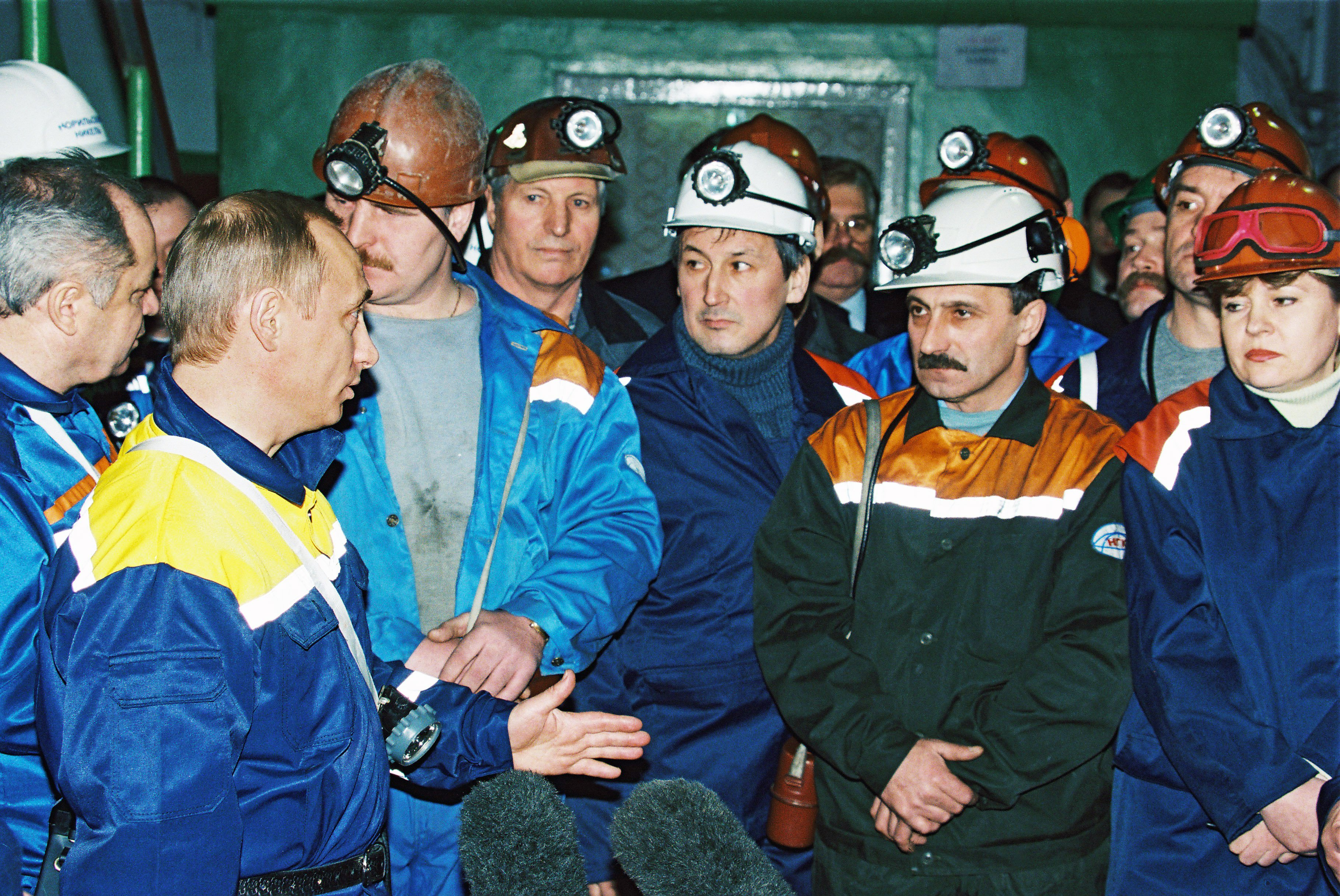
礦工

藍領（Blue-collar worker）是一個西方傳來的生活型態定義。簡單來說就是從事勞動工作的雇員，典型的代表可能是工廠作業員、操作員、工地的營造工人、家庭裝修的裝修工、各類民生水電設施的維護人員，藍領經常被用來與白領比較，藍領族的生活型態很明顯的不是在辦公桌前從事文書工作。
“蓝领”一词是一个宽泛的概念，西方普遍对其的普遍定义是，从事体力和技术劳动的工作者，特别指称工作时间要求穿工作服的阶层，在西方，他们一般拿“周薪”或“时薪”。不過在華人地區，有正式職業的藍領拿的一般也是月薪，領時薪、週薪的臨時工和藍領實際上還是有所差別。
对蓝领群体的具体界定随着时间推衍不断变化，一般来说：18－60岁，参加过正规的职业培训，也屬專業人員的一種。本质特征是具有统一的生产技能和职业规范，具有一定的组织化水準。所以後工業化的技術藍領，工作條件也並不輸給辦公室，而界線逐漸變得模糊。在华语圈，安保人员和服务人员一般都不视为蓝领群体，但也不被視為白領職員。

## 詞源
藍領源自於英文的「藍色衣領」之意，因為自十九世紀開始，工人為了要在嚴苛的工作環境中避免衣料的磨損，通常都會穿著厚帆布或棉製工作服，讓灰塵或油漬較不明顯。據考證最早此詞用在區分勞動階級，是出現於美國愛荷華州1924年的一份當地報紙中，用來描述貿易類工作。而這樣的形容約在1950年代後，才逐漸常見於華文世界中的報紙或學術文獻。在台灣最早可以在1957年一份在聯合報發佈的翻譯文章中描述蘇聯工人階級的差異，在中國大陆則要到1980年代才看得到相關的中文使用了。

## 特性
許多藍領族在工作上是相當有經驗和博學的，儘管他們不見得都受過正式的學校教育；累積了一定經驗之後，通常會被上司指派為團隊的負責人，如工頭，就是一個例子。其他藍領族的特色還有薪水的計算與發放方式，通常是以時計薪，可能領週薪而非月薪、亦可能是領現金、而非支票或匯款銀行。實行輪班工作制的藍領族，假期較不一定。藍領族的薪水在多數情況下是低於白領族薪水的，但是某些非常專業的藍領族亦可能領有高薪。最後，比起白領族，藍領族所面對的職業傷害和風險是非常高的，通常也享有一定的醫療保險福利。
在西方，尤其是老牌歐洲大國，藍領工會是加強藍領族職業安全與福利的重要組織，藍領工會經常就福利、工時和薪資等細節，與資方談判，也有責任調解組織內的衝突。許多知名的罷工都是由藍領工會執行的。
藍領在社會上分布於中下階層，除了少數專業技師、事業有成者之外，大多生活在高強度、低待遇、低自由的勞動環境中。通常也不是婚戀的首要人選，主流媒體環境下藍領往往被與粗鄙、老百姓、學歷文化低下、勞動力大軍等形象掛勾。
在工作場域中，藍領出身的員工通常在現場工作環境下升遷，從基層工人到組長、領班、工頭，少數人可以成為課長、主任。但跟白領階級相比，能夠升遷的管道和機會少了很多，工作通常是操作、生產、維護、組裝、維修、調整、運輸等勞務，較少參與公司營運和規畫管理，無形之中形成隱性歧視和職業天花板，被當作可拋棄式人力，較少被給予現場工作所需以外的教育訓練和發展機會。
另外值得一提的是，藍領工作的教育訓練主要是學徒制，由一名資深技師透過實際工作及高強度的勞務以實踐和經驗式的方式培養徒弟，常帶有高壓的侮辱和教訓，每個國家和時代有不同的修業規則；例如在台灣早期，一般學徒修業期間被默認為三年四個月，其間經歷學徒(小工)、半技師、技師三個非正式的職業發展階段，至少要達到這種長度的時間和相應的技術工作能力才會被授予師傅級的職稱和待遇，一旦學徒成為技師，在台灣會稱之為「出師」。
即便現代工廠以標準化作業和教育系統來取代學徒制，例如在工廠內將教學工作交給領班或特定指導人員，將工人依照資歷和技術能力評判職業階級(例如台灣現在常見的作業員、技術員、技術師、資深技術師幾個漸進階段)，並由製程工程師規劃SOP，但實際上的藍領工作依然保持了相當強度的學徒制特性，一般藍領技師並沒有傳授學徒技能和經驗的工作義務，工廠的SOP也往往淪為書面作業或單純工程研究上材料，與實際的操作執行有隔閡，必須依靠學徒自身的人際關係和工作累積起來的信任得到技師的接納，才會逐步學習到深層的職業技能。